# Prosoplus affectus
Prosoplus affectus là một loài bọ cánh cứng trong họ Cerambycidae.